# Южная Италия
Южная Италия (Юг Италии) (итал. Mezzogiorno, произн. Медзоджорно, также встречается вариант Меццоджорно — букв. «полдень») — один из пяти экономико-географических регионов Италии, резко отличающийся от Северной Италии более низким уровнем урбанизации, индустриализации, экономико-социального развития, неблагополучной экологической и криминогенной обстановкой, политической нестабильностью. Также Южная Италия имеет отличия в демографическом, этнографическом и культурно-языковом плане. С Южной Италией и в особенности с её главным городом Неаполем и знаменитым островом Сицилия по-прежнему принято ассоциировать возникновение и развитие мафии. Южная Италия во многом продолжает олицетворять проблемы, связанные с пропастью, возникшей в XIX—XX веках между более развитыми умеренными и более отсталыми тропическими широтами, только в пределах одного государства. Впрочем, Северную Италию от Южной отделяет своего рода буферная зона — целый ряд регионов смешанного и переходного развития, именуемый Центральная Италия.

## Состав
Традиционно в состав Южной Италии географически включают южную половину Апеннинского полуострова, а исторически, политически и экономически — земли бывшего королевства Обеих Сицилий:
- Базиликата
- Кампания
- Калабрия
- Апулия
- Сицилия
- Молизе
- Абруццо

Ещё два региона — остров Сардиния, а также южную часть Лацио в целом также можно включить в состав Юга Италии по географическому и культурному параметрам, хотя и с некоторыми оговорками. При более либеральной трактовке многие регионы центральной Италии, особенно сельские, во многом схожи с Южной Италией. Более того, Юг Италии с его типично средиземноморской культурой во многом определяет идентичность всей страны и её образ, а также стереотипы в мире. Северная Италия гораздо больше противостоит югу и центру вместе взятым, хотя границы между ними довольно прозрачны и во многом условны.

## Терминология
Итальянское название юга страны — Меддзоджорно — происходит от сложного слова, в состав которого входят два корня меддзо («mèzzo» /'mɛddzo/) «половина, середина» и джорно («giórno»/'dʒorno/) «день». Итальянцы начали употреблять его вслед за Джузеппе Гарибальди, давшего солнечному и жаркому субтропическому югу подобное название. В последнее время, в связи с тем, что слово от частого употребления превратилось в клише с множеством негативных коннотаций (мафия, бедность, безграмотность, криминал), в более политкорректном языке современной Италии, особенно в статистических и государственных органах, употребляется термин Южная Италия (Italia Meridionale — Италия Меридионале). Сицилия, Сардиния и Лацио в этом случае в состав Южной Италии не включаются.

## Культура
Стереотип культуры юга Италии сформировался в средние века, после объединения Королевства Обеих Сицилий и полного поглощения им романских, греческих, мусульманских и норманских влияний средневековья. То, что юг имеет очень своеобразный, отличный от севера, уклад жизни, большинство итальянцев, а также европейцев и американцев, осознало лишь в конце 19 — начале 20 веков. Культура юга страны в гораздо большей степени, чем севера страны, была ориентирована на типичные средиземноморские ценности, такие как примат личностных и особенно внутрисемейных отношений над любыми институтами власти, законами и государством. Под влиянием ближневосточных стран и ислама, отношения между членами семьи традиционно строятся по принципам патриархата, а в общине — по линии патрон — ближайшее окружение — дальнее окружение, составляющие клан родственников и друзей. Это создало благоприятные условия для развития мафии, а вслед за ней беззакония. Женщины были в значительной степени отстранены от основополагающих событий общества, в том числе образования и работы, подобно большинству восточных стран. Эти черты делают Юг Италии больше похожим на такие страны как Португалия, Испания, Греция, Турция, страны Магриба в значительно большей степени, чем на север страны, хотя разницу между ними не стоит преувеличивать. И юг, и север, и центр страны в целом принадлежат к романо-средиземноморскому сообществу (см. Романская Европа). Всё же на юге, который часто сами итальянцы называют «латино», влияние кельтских и германских элементов было и остаётся минимальным, в то время как генетически и этнографически доминирует смесь греческих, романских, мавритано-африканских и балканских (албанских) элементов.
Южан на Севере страны зачастую именуют «террони» — прозвищем, имеющим насмешливый или презрительный оттенок.

## История
В историко-политическом смысле Италия разделилась на Северную и Южную во второй половине VIII века н. э.

### Южная Италия вАнтичностии раннемСредневековье
В VIII веке до н. э. юг Апеннинского полуострова стал объектом греческой колонизации, в связи с нехваткой продовольствия в Греческой метрополии и поиском новых торговых путей. Во второй половине века эта колонизация приняла столь широкий масштаб, что стала «Великой». На побережьях морей, омывающих юг полуострова, греками были основаны многочисленные города, в том числе Неаполь, Кротон, Сибарис, Бари. На Сицилии они основали Сиракузы, Мессину, Наксос и др.
Тогда же финикийцы колонизировали часть Сицилии, основав на её северном побережье город Палермо.
В первой половине III века до н. э. в результате серии военных походов Рим завоевал Великую Грецию, а в середине века в результате Первой Пунической войны отобрал у Карфагена Сицилию и Сардинию.
Во II веке до н. э. — I веке н. э. Южная Италия как часть Римской империи достигла наивысшего расцвета. Этот регион стал в империи основным производителем сельскохозяйственной продукции. Со времени поздней империи экономическая активность начала сдвигаться в северные провинции. Южная Италия, тем не менее, оставалась привлекательной для римской знати — здесь богатые римляне скупали латифундии и строили себе роскошные виллы.
После падения в 476 году Западной Римской империи вся Италия оказалось владением Одоакра, а после его свержения в 493 году была завоевана остготами Теодориха Великого. В 555 году Королевство остготов было уничтожено Византией, а уже в 566 году началось завоевание Италии лангобардами.
В середине VIII века почти вся территория Италии от Альп до Тарентского залива принадлежала лангобардам. Остались не завоеванными, хотя бы номинально принадлежащими Византии, Римская область, Венеция, Неаполь, Калабрия и южная часть Апулии (пятка «итальянского сапога»).

### Южная Италия в VIII—X веке
Королевство лангобардов состояло из ряда довольно самостоятельных герцогств. В 755 году началось завоевание Италии франками. Тогда же в результате «Пипинова дара» в середине Апеннинского полуострова от Рима до Равенны возникло Папское государство, в географическом плане разделившее Италию пополам. Северная Италия была завоевана франками и включена в состав Франкского государства, и никаких собственно лангобардских территориально-политических структур там не осталось. Лангобардские герцогства в Южной Италии завоеваны не были, но они были поставлены франками в положение вассалов. При этом, поскольку Карл Великий объявил себя королём лангобардов, их герцоги стали называться князьями.
Сюзеренитет франков над Южной Италией был довольно формальным. Пока Франкское королевство являло собой единое государство, его король (с 800 года император) еще пытался установить реальную власть над Южной Италией, но с распадом Империи Карла Великого южноитальянские княжества стали вполне независимыми государствами, и между ними завязалось соперничество.
Изначально главным среди южноитальянских лангобардских княжеств было Беневенто. В начале IX века границы города Беневенто значительно расширились, в нем были построены собор святой Софии и княжеский дворец — Беневенто на деле стал второй Павией. В годы правления Сикарда (832—839) это княжество, занимая практически всю территорию Южной Италии за исключением Неаполя и территорий, принадлежавших Византии, достигло вершины своего могущества.
В 849 году в результате десятилетней гражданской войны, конец которой положил король Людовик II Итальянский, княжество Беневенто разделилось — от него отделилось княжество Салерно. В 862 году от Салерно отложилась Капуя. В 899 году Капуя и Беневенто объединились в одно государство.
В 961 году Южная Италия была включена в состав Священной Римской империи. Император предназначал Южную Италию для борьбы с Византией (завоевания последних её владений в Италии), и выполнение этой задачи возлагалось на князя Капуи и Беневенто Пандульфа I Железная Голова. Для этого в 967 году к княжеству Капуя-Беневенто было присоединено франкское герцогство Сполето (титул герцога Сполето на тот момент был как раз вакантен). В 978 году после смерти бездетного князя Салерно это княжество тоже стало частью владений Пандульфа I. Так вся Южная Италия (кроме Неаполя и Амальфи) вновь оказались под властью одного правителя.
После смерти Пандульфа I его владения были разделены между его сыновьями и племянниками, которые сразу же начали междоусобные войны, что не только помешало завоеванию византийских владений в Южной Италии, но и привело к тому, что император Василий II смог возвратить себе часть прежних владений Византии в Южной Италии.

### Нормандское завоевание Южной Италии
В областях Южной Италии, вернувшихся под власть Византии, лангобарды поднимали восстания. В 1017 году на помощь лангобардам из Нормандии пришел отряд нормандцев. Вслед за этими первыми туда потянулись их соплеменники, чувствовавшие себя лишними на родине. На новом месте они вмешивались в тамошнюю внутриполитическую борьбу. В 1030 году предводитель нормандцев Райнульф Дренго был вознагражден неаполитанским герцогом Сергием IV титулом графа Аверсы. В 1038 году император Конрад II подтвердил графское достоинство Райнульфа I. Так в Южной Италии возникло первое нормандское территориально-политическое образование.
В 1040 году нормандцы приняли участие в очередном восстании лангобардов против византийцев. Это восстание было успешным, и его результатом стало образование графства Апулия. Первым графом Апулии стал Вильгельм Отвиль Железная рука.
Изначально оба нормандских графа были в вассальной зависимости от князя Салерно Гвемара IV. В 1047 году они были освобождены императором Генрихом III от вассальной клятвы Гвемару IV и дали клятву императору. Таким образом нормандские графства Аверса и Апулия были уравнены в статусе с лангобардскими княжествами Южной Италии. Подчинив себе нормандские графства Южной Италии, Генрих III сразу же натравил их на Беневенто, находившееся формально в вассальной зависимости от папы.
В 1046 году в Южную Италию прибыл Роберт Отвиль по прозвищу Гвискар, брат Вильгельма I Железная Рука. Граф Апулии согласился принять брата только в качестве обычного рыцаря без предоставления ему какого-либо титула и земли. Ему было поручено командовать гарнизоном в одной недавно завоеванной калабрийской крепости.
Графство Апулия не было наследуемым. В 1057 году Роберт Отвиль был избран новым графом Апулии. При этом оказались оттеснены сыновья предыдущего графа, что сделало их опорой апулийских баронов, недовольных Робертом. На этот момент под властью Византии оставалась большая часть Калабрии и несколько городов на южном побережье Апулии, а единственным независимым лангобардским княжеством в Южной Италии было Салерно. Папа Николай II был согласен передать Южную Италию и Сицилию Роберту и в 1059 году даровал ему титул герцога Сицилии, а тот принес папе вассальную присягу за этот остров.
К 1060 году нормандцы практически вытеснили византийцев из Калабрии. С 1068 года из-за наступления на Византию турок-сельджуков византийцы были вынуждены ослабить своё сопротивление нормандцам в Южной Италии, и за два года Роберт полностью вытеснил византийцев из Калабрии, а в 1071 году взял Бари, последний их оплот в Италии. Установить прочный союз с князем Салерно Гизульфом II Роберту не удалось. Тот в тайне от Роберта поддерживал мятежных баронов Апулии и заключил с папой Григорием VII альянс против нормандцев. В 1071 году Роберт присоединил Салерно к своим владениям. В 1080 году папа Григорий VII примирился с Робертом.
Получив титул герцога не завоеванной пока еще Сицилии, Роберт считал себя законным повелителем её и искал повода начать завоевание. Сицилийский эмират к этому времени фактически распался на три части, и все они находились в состоянии конфликта друг с другом. В 1061 году правитель Катании и Сиракуз, потерпев сокрушительное поражение от одного из своих коллег-соседей, обратился к Роберту с просьбой о помощи. Это был подходящий повод для войны, и нормандцы вторглись на Сицилию, без боя взяв Мессину.
В силу постоянной занятости Роберта на континенте, завоевание Сицилии в основном вел его младший брат Рожер. В 1072 был взят Палермо, и этот город стал столицей Южной Италии. В 1090 году, уже после смерти Роберта, под власть Рожера добровольно перешел последний свободный город Сицилии Ното. В 1091 году нормандцы отвоевали у мусульман Мальту.
В 1127 году умер герцог Апулии Вильгельм II, и через три года Апулия и Сицилия объединились под властью его кузена, графа Сицилии Рожера II.
Неаполитанские герцоги дольше всех своих соседей сохраняли независимость от нормандцев. Лишь в 1137 году Сергий VII признал своим сюзереном Рожера II.
В 1157 году в состав Сицилийского королевства вошло графство Аверса.

### Королевство СицилияиНеаполитанское королевство
В конце XII века пресеклась мужская линия династии Отвилей. В живых из ближайших претендентов на сицилийский престол была дочь короля Рожера II Констанция, супруга императора Генриха VI Гогенштауфена, и политическая борьба завершилась победой их сторонников. При сыне и наследнике Генриха VI Фридрихе II, чьи права на Сицилию римские папы принципиально не признавали, была полностью сломлена феодальная оппозиция королевской власти, и Сицилийское королевство превратилось в наиболее централизованное европейское государство периода Высокого средневековья.
Опираясь на своё Сицилийское королевство, Фридрих II стремился подчинить своей власти всю Италию. Это вызвало длительную борьбу как с Второй Ломбардской лигой, так и с папами. Папа Урбан IV незаконно передал Сицилию Карлу Анжуйскому, брату короля Франции Людовика IX. В 1266 году французы пришли в Южную Италию, и Карл вступил на сицилийский престол.
Недовольство деспотической властью французов привело в 1282 году к восстанию и последующей войне. Не будучи в состоянии в одиночку одолеть Карла Анжуйского, восставшие предложили Сицилийскую корону арагонскому королю Педро III. Тот принял предложение, и его армия взяла под свой контроль весь остров. Карл I Анжуйский сохранил контроль только над материковой частью Южной Италии, сделав Неаполь своей резиденцией. Война за Сицилию между анжуйцами и арагонцами продолжалась до 1372 года.
Неаполитанское королевство Карла I Анжуйского, находясь под номинальным сюзеренитетом папы, являлось целостной сильной державой, имевшей вес в средиземноморской политике. Нарушения в ходе престолонаследия привели к тому, что к 1370-м годам на неаполитанской внутриполитической арене оказались две династии с приблизительно равными правами на престол, что породило кризис, продолжавшийся более шестидесяти лет и приведший к экономическому ослаблению государства, потере влияния в международных делах и в конце концов к потере независимости — в 1435 году вся Южная Италия оказались под арагонской короной.
Время правления Альфонса V Арагонского (1435—1458) явилось «золотым веком» Южной Италии, а Неаполь сделался центром его средиземноморской державы, включавшей в себя Арагон, Каталонию, Майорку, Сицилию, Сардинию и Южную Италию. После его смерти Сицилия, как наследственное владение, перешла к его брату Хуану, а завоеванный Неаполь король отдал незаконнорожденному сыну Фердинанду.
В 1494 году права на Неаполь неудачно предъявил французский король Карл VIII. После первой итальянской войны вся Южная Италия вновь оказалась в одних руках — сначала Фердинанда II Арагонского, а потом Габсбургов.
В XIII веке произошел перелом в развитии Южной Италии. Если до этого времени Южная Италия находилась на приблизительно одном уровне экономического развития в сравнении с остальным полуостровом и вообще Европой, а по уровню урбанизации, развитию городской материально-денежной и духовно-образовательную культуры даже на более высоком, то затем начался многовековой период упадка.

### Южная Италия в XVIII—XIX веке
После войны за испанское наследство Неаполь отошел к Австрии, а Сицилия сначала к Савойе, а потом тоже к Австрии. К этому времени вся Южная Италия стала второстепенной для мировой политики сценой.
В 1793 году неаполитанский король Фердинанд IV и королева Мария Каролина присоединились к антифранцузской коалиции и начинали активно преследовать подозреваемых в симпатиях к якобинской Франции. Несмотря на это, в Неаполитанском королевстве республиканцы получили серьёзную опору, причем среди аристократии, и в январе 1799 года при помощи французских революционных войск изгнали короля Фердинанда и учредили республику. Однако уже в июне Фердинанд вернулся в Неаполь, а лидер республиканцев аристократ Этторе Карафа был казнен.
В 1805 году Неаполитанское королевство приняло участие в войне третьей коалиции против Наполеона. Эта война закончилась для союзников поражением, а для Фердинанда — очередным изгнанием из Неаполя. Французы провели на юге Италии ряд важнейших реформ. Была отменена феодальная зависимость, проведена судебная реформа, реорганизованы латифундии, плодородные земли стали дробиться на мелкие владения. Это привело к оживлению экономики региона. В 1806 году Наполеон I отдал корону Неаполитанского королевства своему старшему брату Жозефу, а через два года передал её своему маршалу Мюрату. В 1815 году Мюрат поднял оружие против европейских держав в поддержку высадившегося во Франции Наполеона. После его разгрома при Ватерлоо, Мюрат был свергнут, а Неаполитанский престол был возвращен испанской короне. После поражения Наполеона в 1815 году в Неаполь возвратился король Фердинанд.
Революционные события в Европе 1848 года отозвались в Южной Италии крестьянскими волнениями в Калабрии.
3 августа 1860 года близ Реджо впервые высадились гарибальдийцы.
Объединение Италии негативно сказалось на экономике Южной Италии — слаборазвитая промышленность, ещё существовавшая при неаполитанских Бурбонах, не выдерживала конкуренции с предприятиями Севера.
Сильное греческое влияние, в том числе и христианство, продолжали сохраняться в регионе даже после падения Римской империи, так как Южная Италия после Готских войн Юстиниана отошла к Византии и избежала того резкого падения уровня жизни и диктата германцев в ходе Великого переселения народов как другие западные провинции империи (например, Галлия и Падания). Большинство источников, особенно англоязычных, зачастую формируют о Южной Италии крайне превратные представления, равно как и в целом о Византии, которая управляла регионом в 5-11 веках. Однако, нужно учитывать, что подобная картина отсталости и застоя, стала характерна для Южной Италии лишь во времена позднего средневековья. Вплоть до 13 века, по сравнению с остальным полуостровом, и Северной Европой вообще, Южная Италия имела более высокий уровень урбанизации, развитую городскую, материально-денежную и духовно-образовательную культуру, сохраняемую здесь византийцами в более или менее нетронутом виде со времён Римской империи, большая часть которой лежала в руинах. Тем не менее, именно эта сохранность и неприятие перемен, а также усиливающая ориентализация быта и культуры южных итальянцев и греков, в конечном счёте привела к тому, что Южная Италия потеряла конкурентоспособность, способность меняться, и, замкнувшись в себе, так и не смогла продвинуться дальше. Особенно противоречивым оказался в глазах многих историков так называемый арабо-мавританско-мусульманский период истории региона, особенно затронувший Сицилию. Здесь, как и в Испании, Португалии и Греции, мусульманское господство имело неоднозначный характер. С одной стороны, мусульмане помогли Южной Италии сохранить сеть густонаселённых городов римской эпохи и дали толчок развитию пригородного сельского хозяйства, построив развитую ирригационную сеть, привезя и культивируя многие субтропические культуры (апельсины, гранаты, хурму, мандарины и т. д.). С другой стороны, мусульманские правители были слабо заинтересованы в промышленности, функциональности различных политических институтов, решении проблем занятости быстрорастущего сельского населения. Да и модель урбанизации и сельского-городского обмена носила в основном типично азиатский аграрный характер, центром которого оставался восточный базар. Арабское владычество также закрепило патриархат и патронат, развитый ещё в позднеримские времена. Всё это наследие предрекало региону не самое светлое будущее даже после ухода мусульман.
Византийцы не сумели до конца ликвидировать власть мусульман в Южной Италии поскольку Византия сама подверглась влиянию интенсивной второй волны исламизации в XI—XV веках. Роль крестоносцев взяли на себя испанцы и каталонцы, только что сами освободившиеся от власти мусульман (см. Реконкиста), а также нормандцы. Последним удалось окончательно выбить византийцев в сражении у Бари в 1071 году и объединить южную половину полуострова вместе с Сицилией. Новообразованное Сицилийское королевство на некоторое время стало частью испанской короны, а затем независимым королевством вплоть до слияния Италии в единое государство в конце XIX века. Именно в этот период позднего средневековья в южной Италии окончательно сформировался весь спектр характеристик региона и его непростое будущее. Уже к началу XIII века стало очевидно, что кустарно-аграрная экономика юга сильно отстаёт от гибкой, более разнообразной и более динамичной модели северных регионов с их международной торговлей, подвижными банковским и биржевым отраслями, многочисленными финансовыми операциями, растущим потребительским спросом, ростом экономической активности всех слоев населения. Более того, густая речная сеть севера страны и хорошее увлажнение привели к восстановлению и росту крупномасштабного сельскохозяйственного производства в долине По и её притоках, а также увеличению поголовья крупного рогатого скота. Получаемое продовольствие в свою очередь смогло прокормить население многих городов-государств, которые как грибы после дождя возникали на севере страны. В центре такого города кипела активная финансовая деятельность, поощрялось частное предпринимательство. Между городами, специализирующимися на производстве определённой продукции, пролегла сеть дорог и торговых путей. Положение на юге обстояло иначе. Здесь скудные почвы и постоянные засухи не смогли существенно увеличить производство сельскохозяйственной продукции после ухода мусульман. Города юга, возникшие в основном ещё во времена ранней античности, к началу Нового времени устарели в моральном и архитектурном плане, в отсутствие капитального ремонта представляя собой полуразвалившиеся нагромождения кубических строений с узкими неудобными улочками. Большинство городов так и не сумели получить стимул к развитию, поэтому вся основная экономическая жизнь региона переместилась в столицу — город Неаполь, который затмил все другие города и стал одним из крупнейших городов Европы. В условиях пониженной конкурентоспособности, Королевство Обеих Сицилий проводило политику самоизоляции, усиливая роль государственной системы контроля за экономикой, что позволяло стране оградиться от мира стеной пошлин, тарифов и квот на ввоз иностранной продукции.

### Объединённая Италия
Несмотря на своё огромное символическое значение, объединение итальянских земель в одно государство в конце XIX века имело в целом негативные последствия для королевства. После объединения, хрупкая экономика Южной Италии лишилась той поддержки, которую она имела в период протекционизма и оказалась беззащитной в условиях нового этапа империалистического капитализма. После массового разорения крестьян и кустарей, которые более не смогли конкурировать с севером страны, начался самый неспокойный период в истории края. Поначалу наступило время массовой эмиграции его населения. Поскольку предприятия на севере не смогли дать работу всем желающим, итальянцы массово ринулись осваивать новые земли в западном полушарии. Итальянцы и их потомки италоамериканцы стали одной из самых многочисленных категорией иммигрантов в США в 1900—1960 годах. В конце XIX— начале XX веков итальянцы также составили большинство иммигрантов в Аргентину, Уругвай и Бразилию, где влияние их языка и традиций стало наиболее сильным. Значительное их количество отправилось также во Францию. После ослабления интереса к этим странам и Америке вообще во второй половине XX века, итальянцы устремились на заработки в Германию, Швейцарию (где уже имелась община италошвейцарцев), Люксембург, Бельгию, Канаду, Австралию, Великобританию и другие страны. Эмигранты, особенно с юга Италии, на новом месте приносили немало проблем властям. Местное население раздражали их экспансивность, шумность и эмоциональность, а также часто встречающаяся безграмотность, отсутствие технических навыков, образования, засилье клановости, непотизма и мафии. Внутри самой Италии эти проблемы зачастую приводили к нежеланию севера иметь какие-либо контакты с югом вплоть до идеи провозглашения независимого североитальянского государства.

## Проблемы Юга Италии
В конце 1990-х — начале 2000-х гг., благодаря субсидиям Евросоюза, югу страны удалось продвинуться в некоторых областях экономики и социальной сферы. Отчасти это произошло благодаря сильному падению рождаемости, которая теперь, однако, грозит сильным старением населения, так как число новорожденных в Южной Италии в 2013 году опустилось до рекордно низкой отметки в 177 тысяч человек. Несмотря на субсидии Евросоюза, проблема диспропорционального развития Южной Италии по-прежнему актуальна. По данным статистического бюро страны, регионы юга занимают 40 % площади страны и составляют 37 % её населения, однако их официальный легальный вклад в ВВП страны в наши дни составляет всего около 24 %. (Нелегальный сектор экономики (чёрный рынок, деятельность мафии и т. д.) составляют около 1/3 ВВП юга). В 2007—2014 гг. ВРП Южной Италии сокращался интенсивными темпами. В одном только 2013 годы падение местного ВП достигло 3,5 %. Не менее остро стоит проблема утилизации отходов, антисанитарного состояния многих городов. Наглядным тому подтверждением стал так называемый мусорный кризис в Италии. Для досконального изучения проблем Южной Италии в 1946 году была основана ассоциация Svimez.